# Dzięciary
Dzięciary [pronunciación en polaco: /d͡ʑenˈt͡ɕarɨ/] es un pueblo ubicado en el distrito administrativo de Gmina Rozprza, dentro del condado de Piotrków, Voivodato de Łódź, en el centro de Polonia. Se encuentra a unos 2 kilómetros al oeste de Rozprza, a 13 kilómetros al suroeste de Piotrków Trybunalski, y a 55 kilómetros al sur de la capital regional Łódź.